# Tyršův most (Litoměřice)
Tyršův most v Litoměřicích přes řeku Labe je ocelový silniční most spojující město Litoměřice na pravém břehu s bývalou obcí Želetice na levém břehu. Most se nachází bezprostředně za soutokem řek Ohře a Labe a spojuje místní města Lovosice, Terezín a Bohušovice nad Ohří na levém břehu s městem Litoměřice na pravém břehu. Po obou jeho stranách vede chodník pro pěší. Most na pravém břehu Labe překonává také jeden ze dvou litoměřických říčních ostrovů zvaný Střelecký ostrov a dále také dvoukolejnou hlavní železniční trať Nymburk-Lysá nad Labem-Všetaty-Mělník-Štětí-Litoměřice-Ústí nad Labem, Střekov.
Nynější most navazuje na dva předchozí labské mosty, které v jeho těsném okolí kdysi stály před ním. Je pojmenován po profesoru Miroslavu Tyršovi.

## Historie

### Středověký most
Nejstarší byl patrně středověký dřevěný most, který je zde doložen již od poloviny 15. století, pravděpodobně od roku 1452. První zmínka o zdejším mostě pochází z privilegia krále Ladislava Pohrobka vydaného v roce 1454, které povolovalo na mostě vybírat clo. V průběhu doby byl tento most několikrát opravován a upravován, dokládá to rytina od Jana Willenberga pocházející z roku 1602. Most byl dlouhý 575 metrů a široký 4 metry, později byl rozšířen až na 8 metrů. Byl ale mnohokrát poškozen povodněmi a také několikrát poničen požárem v důsledku válečných událostí (např. za třicetileté války).

### Novověký barokní most
V roce 1686 Giulio Broggio započal stavět nový kamenný most. Jeho výstavba byla definitivně dokončena až v roce 1711 jeho synem Octaviem Broggiem. Nový kamenný most byl bohatě vyzdoben celkem 9 sochami a křížem. Stejně tak jako jeho předchůdce i tento most v průběhu dějin velmi zasáhly různé válečné události a povodně. V letech 1853-1859 most prošel velkou přestavbou, jeho původní dřevěná konstrukce byla nahrazena železnou konstrukcí. Do dnešních dob se z tohoto mostu dochovala pouze menší část jeho původní sochařské výzdoby: socha sv. Jana Nepomuckého z roku 1712 a dále také podstavec s plastickými doplňky, který stával pod sochou sv. Xaveria z roku 1744.

### Současný most

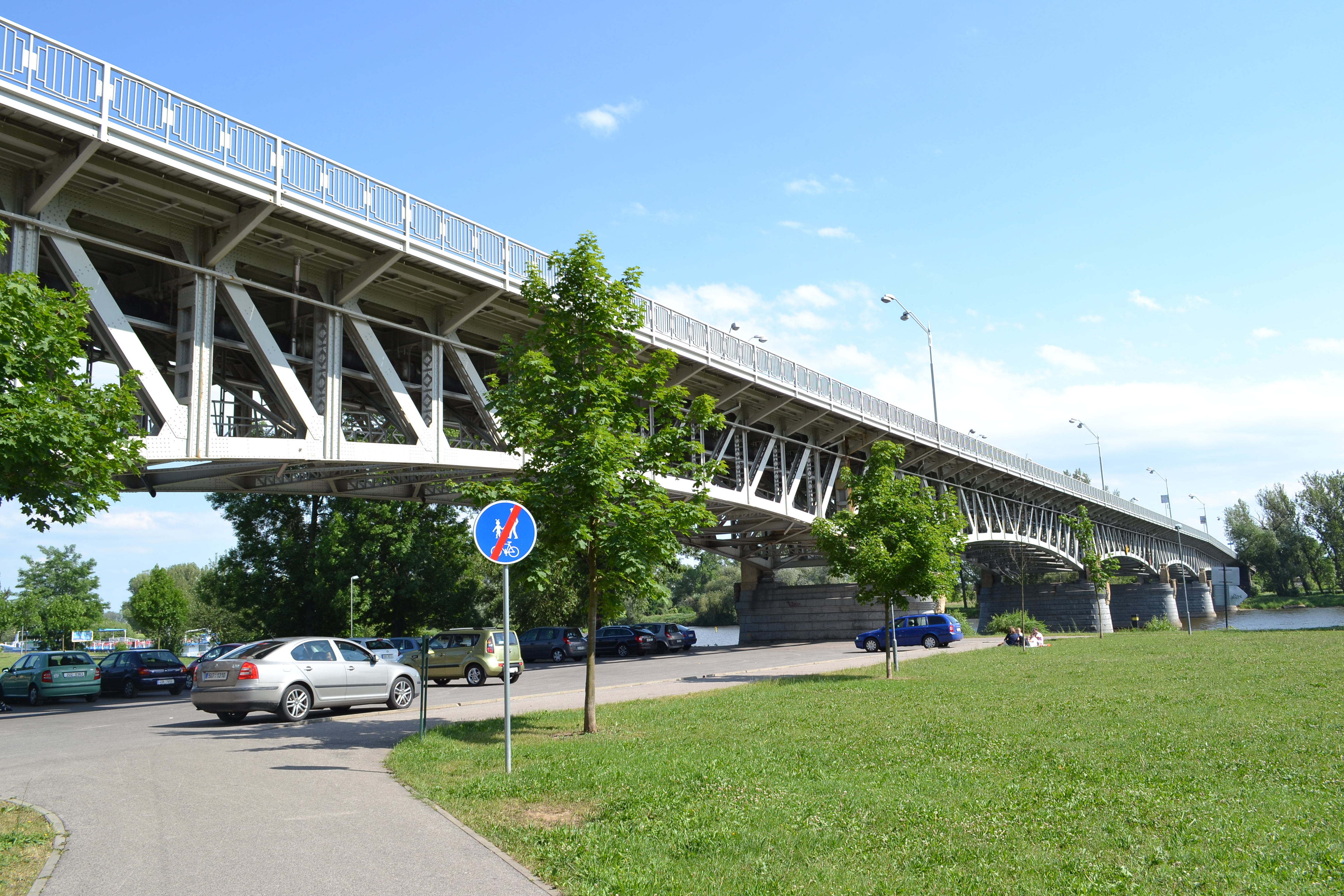
Tyršův most

Dnešní silniční most byl vystavěn v letech 1906-1910 a má velký dopravní a komunikační význam jakožto propojení mezi Středními Čechami a Lounskem se severovýchodními Čechami. Tyršův most je dlouhý 400 metrů s osmi mostními poli, každé mostní pole má světlost 51,3 metru. Je tvořen klasickou příhradovou ocelovou konstrukci spojenou nýty a původně byl konstruován na zatížení 24 tun s mostovkou širokou 7,5 metru. V letech 1975-1985 prošel velkou rekonstrukcí a úpravou, kdy jeho mostovka byla rozšířena až na 10,5 metru. Během této rekonstrukce muselo být vyměněno původní ozdobné umělecké zábradlí za nové neozdobné. Během této rekonstrukce byly vyměněny všechny nýty a most prošel novou povrchovou úpravou - zinkovou metalízou. Byly také opraveny jeho dilatační spáry i odvodnění mostu. Další průběžné opravy probíhaly v 90. letech 20. století a na počátku 21. století. Během velké povodně v roce 2002 došlo k zatopení celého jižního předmostí na levém břehu a most byl tudíž po několik dnů zcela neprůjezdný. Proto bylo rozhodnuto o výstavbě nového vysokého betonového mostu níže po proudu řeky v prostoru nedaleko Žalhostic mezi Litoměřicemi a Lovosicemi, jeho výstavba byla zahájena 23. listopadu 2005 . Nový most Most generála Chábery na západním přivaděči II/247 do Litoměřic byl zprovozněn v prosinci 2009, most byl vyprojektován tak, aby umožnil bezpečný průjezd všech vozidel přes řeku i v době zvýšené hladiny v řece resp. v době povodní. Tato neblahá situace se znovu opakovala v roce 2013, kdy v červnu došlo na Labi i na Ohři k další velké povodni. V roce 2015 a 2016 prošel Tyršův most rozsáhlou rekonstrukcí, kdy bylo kompletně přestavěno celé jižní předmostí na levém břehu, které bylo značně poškozeno předešlými povodněmi. Nyní je Tyršův most opět provozuschopný.